# Lagera
Lagera (bułg. Лагера) – schronisko turystyczne w Bułgarii, położone w paśmie górskim Piryn na wysokości 1085 m n.p.m., we Wyrbitem.
Schronisko to ma 50 miejsc.

## Szlaki turystyczne
Sąsiednie obiekty turystyczne:
- schronisko Sinanica – 4,5 godz.
- schronisko Jaworow – 8,5 godz.

Punkty wyjściowe:
- miasto Kresna